# Demsin
Demsin is een voormalige gemeente in de Duitse deelstaat Saksen-Anhalt, en maakte deel uit van het district Jerichower Land.
Demsin telde op 31 december 2005 387 inwoners.